# Delivered Ex Ship

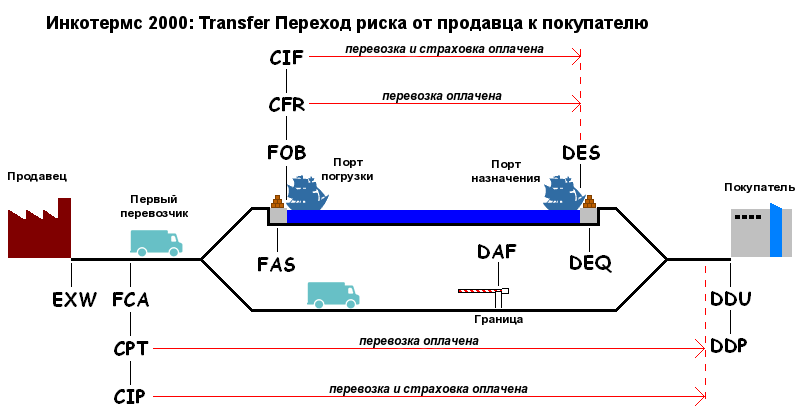
Области действия терминов Инкотермс.

DES (англ. Delivered Ex Ship - Поставка с судна) - условие договора международной купли-продажи, содержащееся в Инкотермс 2000. Продавец считается выполнившим условия договора, когда он предоставил не прошедший таможенную очистку для импорта товар в распоряжение покупателя на борту судна в названном порту назначения. Продавец должен нести все расходы и риски по доставке товара в названный порт назначения до момента его разгрузки.